# 革命共产主义青年 (挪威)
革命共产主义青年（挪威语：Revolusjonær Kommunistisk Ungdom，缩写为RKU）是为人民服务－共产主义联盟的青年翼。该组织分裂自红党的青年翼红色青年。创建于2008年8月15日，视红色青年为修正主义组织。